# Preis für Popkultur 2016
Der Preis für Popkultur 2016 war die erste Verleihung des deutschen Musikpreises. Der Preis wird seit diesem Jahr vom Verein Förderung der Popkultur e.V. verliehen.
Die erste Veranstaltung fand im Tempodrom in Berlin vor 2000 Zuschauern statt. Moderator war Bernd Begemann. Die Verleihung wurde auf ONE  übertragen und erfolgte in 11 Kategorien. Zum Rahmenprogramm gehörten Liveauftritte von Bosse, BOY, Casper mit Dagobert & Blixa Bargeld, Drangsal und Isolation Berlin.
Die Laudatoren waren unter anderem Sven Regener, Daniel Miller (Mute), Katja Lucker (Musicboard) und Felix Kummer.
Kritisiert wurde die Veranstaltung, weil nur wenige Frauen nominiert waren und auch bei den Laudatoren sowie bei den auftretenden Bands fehlten.

## Gewinner und Nominierte
| Lieblings-Solokünstlerin | Lieblings-Solokünstler |
| --- | --- |
| Mine Peaches - Alice Phoebe Lou - Helena Hauff - Miss Platnum - Sara Hartman | Bosse - DJ Koze - Drangsal - Nils Frahm - Udo Lindenberg |
| Lieblingsband | Lieblingsalbum |
| Moderat - AnnenMayKantereit - Boy - K.I.Z - Turbostaat | Moderat – III - AnnenMayKantereit – Alles nix Konkretes - Bosse – Engtanz - Drangsal – Harieschaim - K.I.Z – Hurra die Welt geht unter |
| Lieblingslied | Lieblingsvideo |
| Casper feat. Blixa Bargeld, Dagobert & Sizarr – Lang lebe der Tod - AnnenMayKantereit – Oft gefragt - Beginner feat. Gzuz & Gentleman – Ahnma - Grossstadtgeflüster – Fickt-euch-Allee - K.I.Z feat. Henning May – Hurra die Welt geht unter | Beginner feat. Gzuz & Gentleman – Ahnma - Drangsal – Allan Align - Get Well Soon – It’s Love - K.I.Z feat. Henning May – Hurra die Welt geht unter - POL1Z1STENS0HN aka Jan Böhmermann – Ich hab Polizei - Von Wegen Lisbeth – Meine Kneipe |
| Beeindruckendste Live-Show | Hoffnungsvollste*r Newcomer*in |
| Deichkind - Beatsteaks - Casper - K.I.Z - Rammstein | Drangsal - AnnenMayKantereit - Isolation Berlin - Milliarden - Von Wegen Lisbeth |
| Schönste Geschichte | Spannendste Idee / Kampagne |
| Jan Böhmermann – Schmähkritik - Daniel Koch (Intro) – Warum seid ihr so scheiße leise? - Jan Böhmermann & Dendemann – Eine deutsche Rapgeschichte - Jan Böhmermann – Schwiegertochter gesucht (#Verafake) - Stefanie Sargnagel (Süddeutsche Zeitung) – Wanda – das letzte verzweifelte Schwanz-Rausholen - Oliver Schwabe (WDR) – Keine Atempause – Düsseldorf, der Ratinger Hof und die Neue Musik | Plus 1 – Refugees Welcome - AnnenMayKantereit – Wanderzirkus - FC St. Pauli & Deezer – Musik ist bunt - K.I.Z – Hurra die Welt geht unter (Albumkampagne) - PxP Festival                                                                    |
| Gelebte Popkultur | Preis für ihr Lebenswerk |
| Golden Pudel Club, Hamburg - Haldern Pop Festival, Haldern - Hoerprobe, München - PxP Festival, Berlin - Reeperbahn Festival, Hamburg | Kraftwerk |